# Čerčany
Čerčany település Csehországban, a Benešovi járásban. Čerčany Čtyřkoly, Mrač, Lštění, Nespeky, Přestavlky u Čerčan, Soběhrdy, Pyšely és Poříčí nad Sázavou településekkel határos. Lakosainak száma 3134 fő (2024. január 1.).

## Népesség
A település lakosságának változását az alábbi diagram mutatja:
| Lakosok száma | 296  | 373  | 687  | 1634 | 2124 | 2609 | 2812 | 2868 | 2923 | 3134 |
|               | 1869 | 1890 | 1921 | 1950 | 1980 | 2001 | 2017 | 2019 | 2022 | 2024 |